# Gramatyka bezkontekstowa
Gramatyka bezkontekstowa – gramatyka formalna, w której wszystkie reguły wyprowadzania wyrażeń są postaci:
{\displaystyle A\to \Gamma ,}
gdzie:
{\displaystyle A} – dowolny symbol nieterminalny, jego znaczenie nie zależy od kontekstu, w jakim występuje;
{\displaystyle \Gamma } – dowolny (być może pusty) ciąg symboli terminalnych i nieterminalnych.
Każdy język bezkontekstowy generowany jest przez pewną gramatykę bezkontekstową.

## Formalna definicja
Gramatyką bezkontekstową nazywa się czwórkę uporządkowaną {\displaystyle (T,N,P,S),} gdzie:
- {\displaystyle T} jest skończonym zbiorem symboli terminalnych,
- {\displaystyle N} jest skończonym zbiorem symboli nieterminalnych,
- {\displaystyle P} jest skończonym zbiorem reguł typu {\displaystyle L\to R,} gdzie {\displaystyle L\in N} oraz {\displaystyle R\in (T\cup N)^{*},}
- {\displaystyle S\in N} jest wyróżnionym elementem początkowym.

## Przykłady
Przykład 1Gramatyka {\displaystyle (\{a,b\},\{S\},\{S\to aSb|\epsilon \},S)} generuje język {\displaystyle \{a^{n}b^{n}:n\in \mathbb {N} \}.} Ten język nie jest regularny.
Przykład 2Język {\displaystyle \{w:w\in \{a,b\}^{*}\wedge w=w^{R}\},} który jest językiem wszystkich palindromów nad alfabetem {\displaystyle \{a,b\},} może być wygenerowany przez następującą gramatykę:
{\displaystyle (\{a,b\},\{S\},\{S\to aSa|bSb|a|b|\epsilon \},S).}

## Postaci normalne
Każdy język bezkontekstowy nie zawierający słowa pustego może być wyrażony za pomocą gramatyki w postaci normalnej Greibach oraz postaci normalnej Chomskiego.